# 坂のまち大橋
坂のまち大橋（さかのまちおおはし）は、富山県富山市（旧八尾町）の井田川（神通川水系）に架かる橋である。

## 概要
越中八尾駅と中心市街地、中山間地との交通アクセスの向上を目的に旧八尾町時代の2000年（平成12年）に建設着手し、2003年（平成15年）2月5日に井田川護岸整備事業に合わせて着工、2007年（平成19年）8月30日に竣工・開通した。おわら歌に詠まれている「揺らぐつり橋」をモチーフとした斜張橋で、4か所の親柱には編笠を被った踊り手が彫り込まれている。
建設時の仮称は『福島大橋』。名称の『坂のまち大橋』は、約500点の応募作品の中から選定された。

## 橋データ
- 左岸 - 富山県富山市八尾町福島
- 右岸 - 富山県富山市八尾町井田
- 橋長 - 104 m[2]
- 幅員 - 20 m[2]
- 車線数 - 2車線（両サイドに歩道設置）[3]
- 事業費 - 16億4千万円[2]